# 贝恩德·霍勒巴赫
贝恩德·霍勒巴赫（德語：Bernd Hollerbach，1969年12月8日—）是一位德国前足球运动员及现任足球教练。在作为球员的职业生涯中，他曾司职左后卫先后效力于维尔茨堡踢球者、圣保利、凯泽斯劳滕和汉堡等俱乐部，并在后者度过了其球员生涯最长的一段日子，为期八年半。退役后，霍勒巴赫先是在汉堡93和吕贝克开启自己的教练生涯，之后于2007年至2012年间分别在沃尔夫斯堡和沙尔克04担任菲利克斯·马加特的助理教练。从2014年至2017年，霍勒巴赫出任维尔茨堡踢球者主教练，并率队从巴伐利亚地区联赛接连升入德乙联赛，但他在俱乐部于首个德乙赛季中降级后离队。从2018年1月22日至3月12日，霍勒巴赫曾短暂执教德甲俱乐部汉堡。